# レオン・ボナ
レオン・ジョゼフ・フロランタン・ボナ（仏: Léon Joseph Florentin Bonnat, 1833年6月20日 - 1922年9月8日）は、フランスの画家。

## 生涯
ボナはフランス領バスクの中心都市であるバイヨンヌで生まれた。1846年から1853年にかけて、父親が本屋を経営していたスペインのマドリードで暮らした。そこでライムンド・デ・マドラーソ・イ・ガレタ（Raimundo de Madrazo y Garreta）から絵の指導を受けた。
父の死後、バイヨンヌに戻ったのち、1854年にパリへ移る。エコール・デ・ボザールで学び、肖像画家として知られるようになった。ボナの肖像画にはベラスケスなどスペインの写実主義の影響が強く見られる。

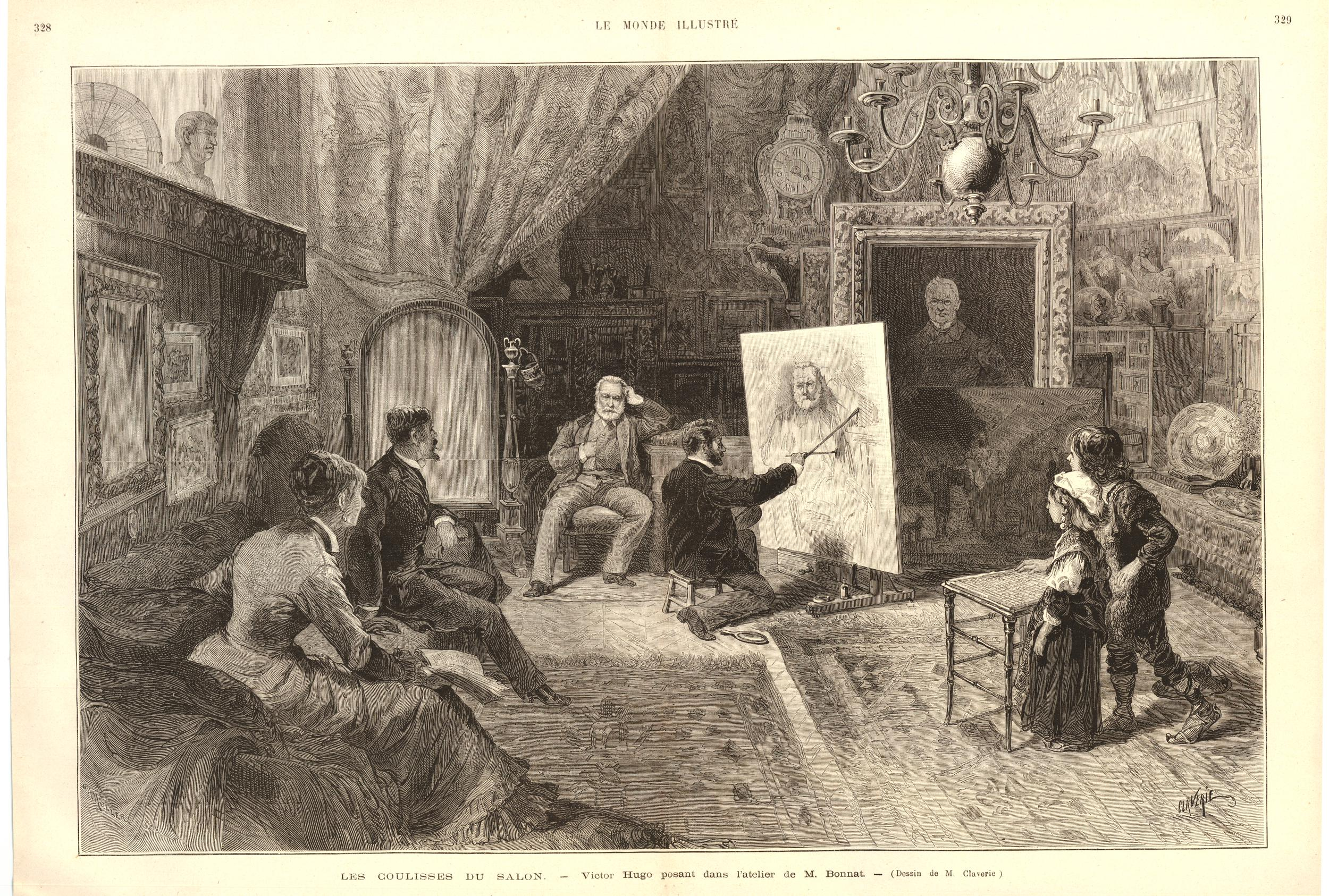
ヴィクトル・ユーゴーの肖像画を描く
（1879年）

1867年にレジオンドヌール勲章（シュヴァリエ章）を、1869年にはサロン賞を受賞し、初めて芸術アカデミーのサロン審査員に選出される。以降、保守的なサロンの重鎮となった。1888年、ボナはエコール・デ・ボザールの教授となり、1905年5月にはポール・デュボア（Paul Dubois）の後を継いで学長となった。
生き生きした肖像画の他、パンテオンにある『聖ドニの殉教』といったテーマ画も有名である。
ボナの教え子には、アルフォンス・オスベール、ギュスターヴ・カイユボット、マルク＝オーレル・ド・フォワ・スゾール＝コテ、ジョルジュ・ブラック、ラウル・デュフィ、モーリス・ヴァセロン（Marius Vasselon）、フレッド・バーナード、アロイジアス・オケリー（Aloysius O'Kelly）アンリ・ド・トゥールーズ＝ロートレックなどがいる。
1922年9月8日、オワーズ県モンシー＝サンテロワで没。

## ギャラリー

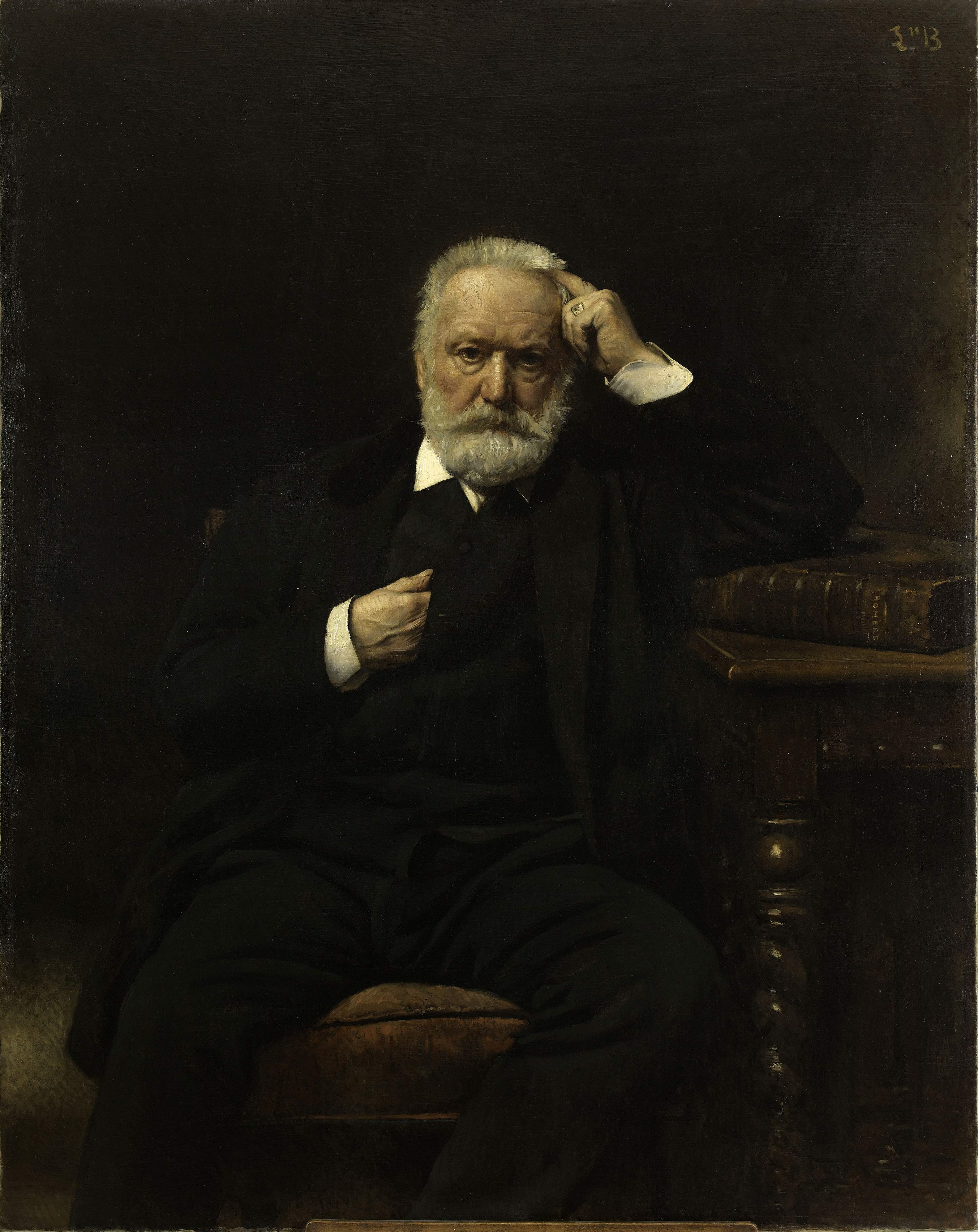
ヴィクトル・ユーゴーの肖像（1879年）
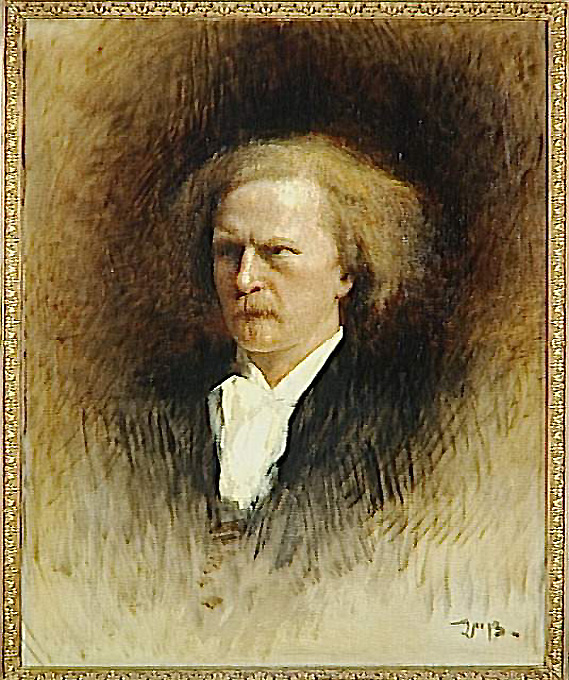
イグナツィ・パデレフスキの肖像（1910年）
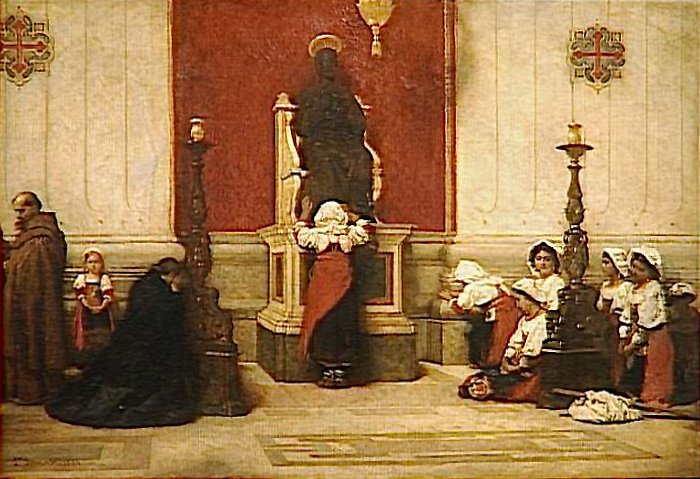
聖ペトロ像の足元の巡礼者（1864年）
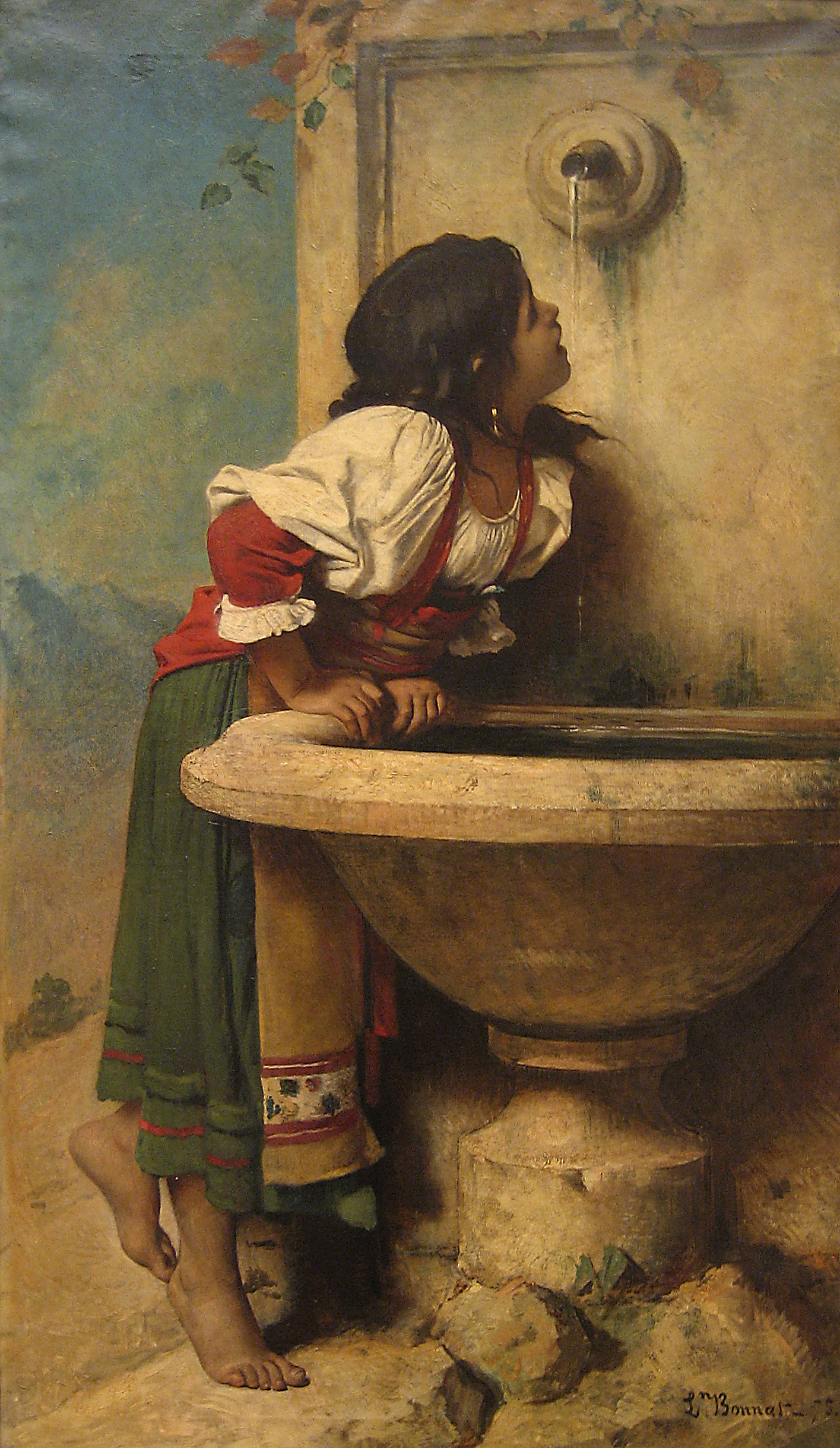
噴水盤のローマ人少女（1875年）